# Südamerikaspiele 2022
Die 12. Südamerikaspiele wurden vom 1. bis zum 15. Oktober 2022 in der paraguayischen Hauptstadt Asunción ausgetragen, womit die Spiele erstmals in Paraguay stattfanden.

## Teilnehmende Nationen
15 Länder mit insgesamt 4476 Athletinnen und Athleten nahmen an den Südamerikaspielen teil. Die Nummer in Klammern gibt die Anzahl der Athleten an, mit denen die jeweilige Delegation antrat.
| - Argentinien (592) - Aruba (12) - Bolivien (296) - Brasilien (464) - Chile (539) - Curaçao (27) - Ecuador (225) - Kolumbien (500) | - Guyana (16) - Panama (86) - Paraguay (576) - Peru (374) - Suriname (27) - Uruguay (322) - Venezuela (420) |

## Sportarten
Bei den Südamerikaspielen sind 34 Sportarten im Programm.
| - Badminton - Basketball - Beachsoccer - Boccia - Bodybuilding - Bogenschießen - Bowling - Boxen - Fechten - Fußball - Futsal - Gewichtheben - Golf | - Handball - Hockey - Judo - Kanu - Karate - Leichtathletik - Padel - Radsport - Reiten - Ringen - Rollschuh - Rudern - Rugby | - Schach - Schießen - Schwimmen - Segeln - Squash - Taekwondo - Tennis - Tischtennis - Triathlon - Turnen - Volleyball - Wasserski |

Fett markierte Links führen zu den detaillierten Ergebnissen der Spiele

## Medaillenspiegel
| Platz | Land        | Gold | Silber | Bronze | Gesamt |
| ----- | ----------- | ---- | ------ | ------ | ------ |
| 01    | Brasilien   | 133  | 100    | 86     | 319    |
| 02    | Kolumbien   | 79   | 78     | 98     | 255    |
| 03    | Argentinien | 58   | 65     | 74     | 197    |
| 04    | Chile       | 38   | 31     | 62     | 131    |
| 05    | Venezuela   | 31   | 43     | 57     | 131    |
| 06    | Ecuador     | 25   | 21     | 32     | 78     |
| 07    | Peru        | 19   | 18     | 37     | 74     |
| 08    | Paraguay    | 8    | 26     | 14     | 48     |
| 09    | Uruguay     | 7    | 14     | 19     | 40     |
| 10    | Aruba       | 3    | 3      | —      | 6      |
| 11    | Panama      | 3    | 1      | 8      | 12     |
| 12    | Bolivien    | —    | 2      | 6      | 8      |
| 13    | Guyana      | —    | 1      | 2      | 3      |
| 14    | Curaçao     | —    | 1      | —      | 1      |